# Mikroorganism

Bakterier är mikroskopiska organismer utan cellkärna. Bilden visar en samling stavformade Escherichia coli-bakterier förstorade 10 000 gånger i elektronmikroskop.

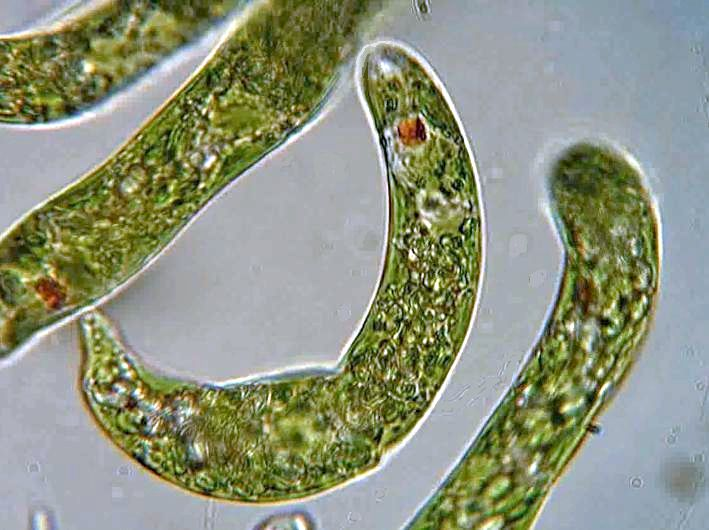
Euglena - ett exempel på en eukaryot mikroorganism.

En mikroorganism eller mikrob är en organism som är så liten att den inte kan ses med blotta ögat. Avgränsningen är parafyletisk, på så sätt att mikroorganismerna inte är en klad av organismer. Bakterier, arkéer, de flesta protozoer och vissa svampar, alger och djur är mikroorganismer. Ibland räknas även virus hit fastän de inte alltid är att betrakta som organismer. Mikroorganismer kan vara både encelliga och flercelliga.
Mikroorganismer finns i nästan alla miljöer på jorden och spelar en viktig roll i olika ekosystem. Till exempel är de viktiga för kretsloppen av näringsämnen, till exempel som nedbrytare.

## Mikroorganismer och människan
Många mikroorganismer lever i symbios med människan. Tarmfloran utgörs av de bakterier som finns naturligt i människans tarm. Bakterier bryter ned födan i människans mag- och tarmkanal. En bakterie i tjocktarmen bildar K-vitamin som krävs för att blodet ska stelna (koagulera).
Det finns också mikroorganismer som är parasiter och som därför är skadliga för människan.